# Martin Bayfield
Martin Christopher Bayfield (född 21 december 1966 i Bedford) är en engelsk före detta rugbyspelare som spelade forward i Northampton Saints, Bedford Blues och det engelska landslaget i rugby, och fick 31 England- och 3 Lions British and Irish Lions-utmärkelser. Bayfield har på senare tid medverkat i Harry Potter-filmerna.

## Biografi
Martin Bayfield arbetade tidigare som polis. Han gjorde debut i rugbysammanhang för England 1991. Efter att Bayfield slutat spela rugby har han verkat som journalist och varit skådespelare i Harry Potter-filmer där han spelar Rubeus Hagrid, som skådespelaren Robbie Coltranes stuntperson. Han har varit med i Världens starkaste man och National Football League och har agerat rugbykommentator i England.
Han är 208 cm lång.